# Giovanni Climaco
San Giovanni Climaco, noto anche come Giovanni della Scala, Giovanni Scolastico e Giovanni Sinaita (in greco antico: Ἰωάννης τῆς Κλίμακος?; 525/575 circa – Monte Sinai, 603/650 circa), è stato un monaco cristiano.
È venerato come santo sia dalla Chiesa cattolica che da quelle ortodosse.

## Biografia
Luogo e data di nascita di Giovanni sono sconosciuti, né si sa qualcosa sulla sua infanzia e gioventù. Esiste uno scritto biografico su Giovanni, opera del monaco Daniele di Raithu, che però non può essere usato per stabilire date certe, ma al più relative. Per la sua datazione gli studiosi hanno considerato i personaggi citati nell'opera principale di Giovanni, La scala, ma non sono concordi sul periodo in cui visse: secondo alcuni, Giovanni sarebbe nato intorno al 525 e morto intorno al 603; altri hanno spostato avanti queste date di circa cinquant'anni, collocando la sua vita tra il 575 e il 650 circa.
Giovanni ebbe probabilmente una buona formazione intellettuale, da cui gli derivò il soprannome Scolastico. All'età di sedici anni si trasferì sul monastero del Sinai, diventando novizio sotto l'egida di un monaco chiamato Martyrius. Quando quest'ultimo morì, Giovanni, che viveva sul Sinai ormai da vent'anni o che aveva vent'anni, desiderando praticare a sé stesso le più grandi mortificazioni corporali, si trasferì in una caverna ai piedi del monte, in una valle chiamata Tholas, dove iniziò a vivere come eremita. Rimase in quel luogo all'incirca quarant'anni, studiando la dottrina cristiana e le vite dei santi e ponendo le basi per diventare uno dei più conosciuti Padri della Chiesa. In seguito fu eletto igumeno (superiore) del monastero del Sinai; mantenne questa carica per un certo tempo (forse quattro anni) e poi la lasciò al fratello Giorgio, al quale predisse che dieci mesi più tardi lo avrebbe raggiunto nella tomba. Durante il periodo in cui era igumeno, sarebbe stato in comunicazione con papa Gregorio I e sarebbe stato destinatario di una certa quantità di denaro che il papa gli avrebbe inviato per un luogo di ricovero per i pellegrini che giungevano al Sinai, ma questa tradizione è ritenuta poco probabile.
Nel frattempo, questa tradizione si è dimostrata storicamente non plausibile.  Le figure retoriche artistiche nei suoi scritti, così come le forme filosofiche di pensiero indicano una solida educazione accademica, come era consuetudine per una professione in amministrazione e legge durante la sua era. Tale addestramento non poteva essere acquisito nel Sinai. Inoltre, le osservazioni biografiche indicano che probabilmente viveva vicino al mare, probabilmente a Gaza, e apparentemente praticava la legge lì. Fu solo dopo la morte di sua moglie, sulla quarantina, che entrò nel monastero del Sinai. Questi risultati spiegano anche l'orizzonte e la qualità letteraria dei suoi scritti, che hanno un chiaro background filosofico. La leggenda della sua rinuncia al mondo all'età di 16 anni si basa quindi sul motivo di ritrarlo come non toccato dall'educazione mondana, come si trova anche in altri vitae di santi. Le loro radici nelle tradizioni educative teologiche e filosofiche sono volutamente sfocate.

## Le opere dottrinali

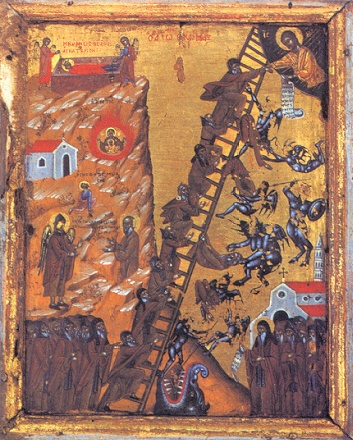
Icona della Scala.

La sua opera più famosa è la Scala della divina ascesa (in greco antico: Klimax theias anodou?) o Scala del paradiso, a volte tramandata con i titoli Tavole spirituali (Plakes pneumatikai) o Discorso ascetico (Logos asketikos), composta in lingua greca su richiesta di Giovanni, abate di Raithu. Scrisse inoltre il Liber ad Pastorem, una regola per i superiori dei monasteri forse ispirata alla Regula Pastoralis di papa Gregorio I.
La Klimax descrive il metodo con cui riuscire a innalzare la propria anima a Dio, utilizzando la metafora della Scala. Il libro enuclea le principali virtù e i principali difetti della vita monacale, individuando nella tranquillità interiore ed esteriore (Esichia, in greco antico: ἡσυχία?, hesychia) l'essenza della beatitudine mistica cristiana. Vi sono trenta gradini da superare, che corrispondono all'età di Gesù dalla sua nascita al battesimo nel Giordano e l'inizio del suo ministero. Vi sono numerose icone che riprendono allegoricamente tale percorso, raffigurando persone che salgono tale scala: alla fine di questa c'è Gesù che accoglie chi riesce a giungere all'ultimo gradino, mentre nel mezzo vi sono figure di angeli e diavoli che cercano rispettivamente di aiutare i cristiani nel loro cammino o di farli scivolare giù, indipendentemente da quale gradino abbiano raggiunto. Fondamentale per il monaco è la virtù dell'obbedienza, in particolare ai comandamenti di Dio e al padre spirituale, e la lettura della Bibbia, che illumina la mente del monaco e lo aiuta a concentrarsi.
Questo libro, che già nell'antichità ebbe un grande successo e fu tradotto in latino, siriaco, armeno, arabo, slavo, è uno dei più letti tra i cristiani ortodossi, soprattutto durante il periodo di Quaresima.

## Culto
Il giorno della sua ricorrenza cade il 30 marzo per tutte le Chiese da cui è venerato. La chiesa ortodossa lo commemora anche la quarta domenica di Quaresima. Molte chiese sono a lui dedicate in Russia, inclusa una, munita di torre campanaria, nel Cremlino a Mosca. Anche se Giovanni Climaco è conosciuto anche con il nome di Scolastico, non va tuttavia confuso con Giovanni III Scolastico, Patriarca di Costantinopoli.

## Edizioni

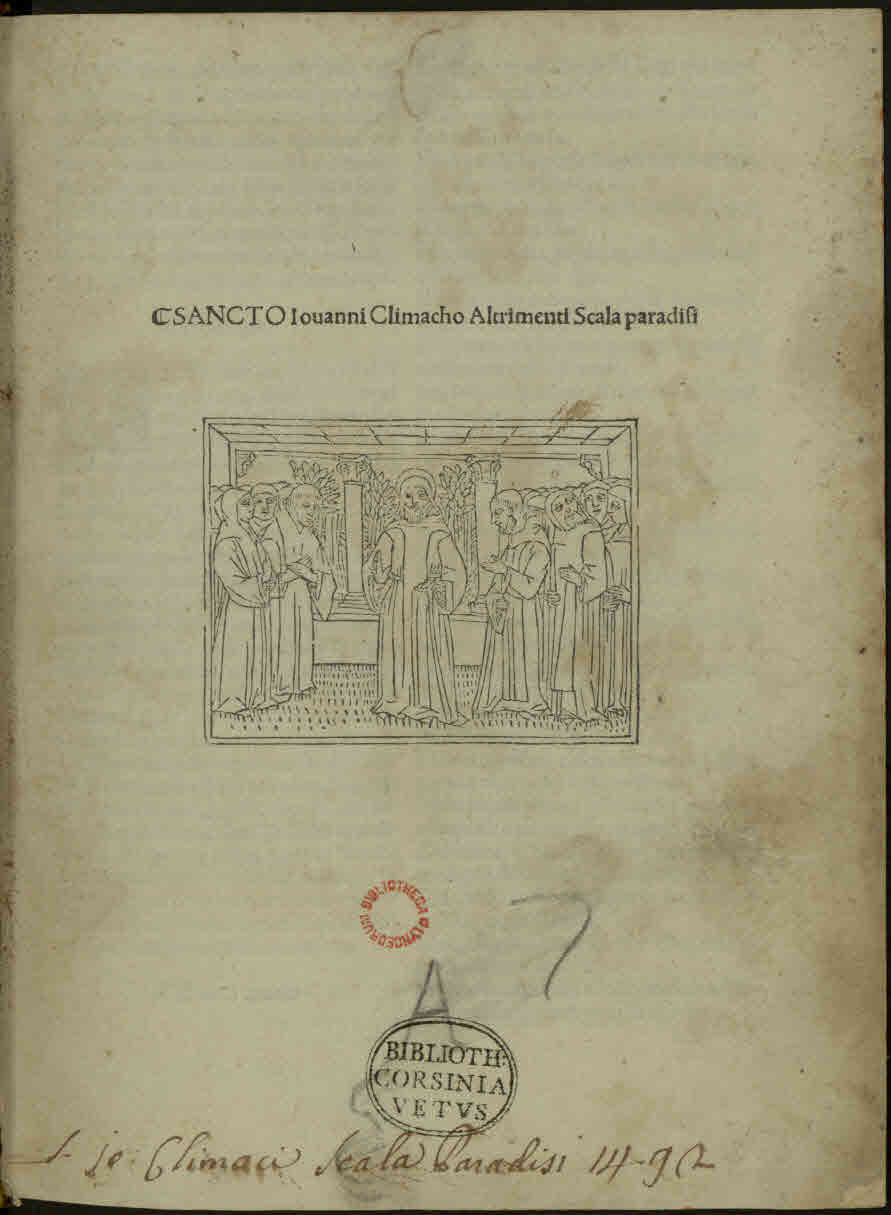
Scala paradisi, 1492

- Giovanni Climaco, Scala paradisi (in italiano), a cura di Cristoforo Pensi, Questo libro fu facto in Venetia, 1492. URL consultato il 30 aprile 2015.
- Giovanni Climaco, La scala del paradiso, a cura di Rosa Maria Parrinello, Milano, Edizioni Paoline, 2007.